# 아이티 요리

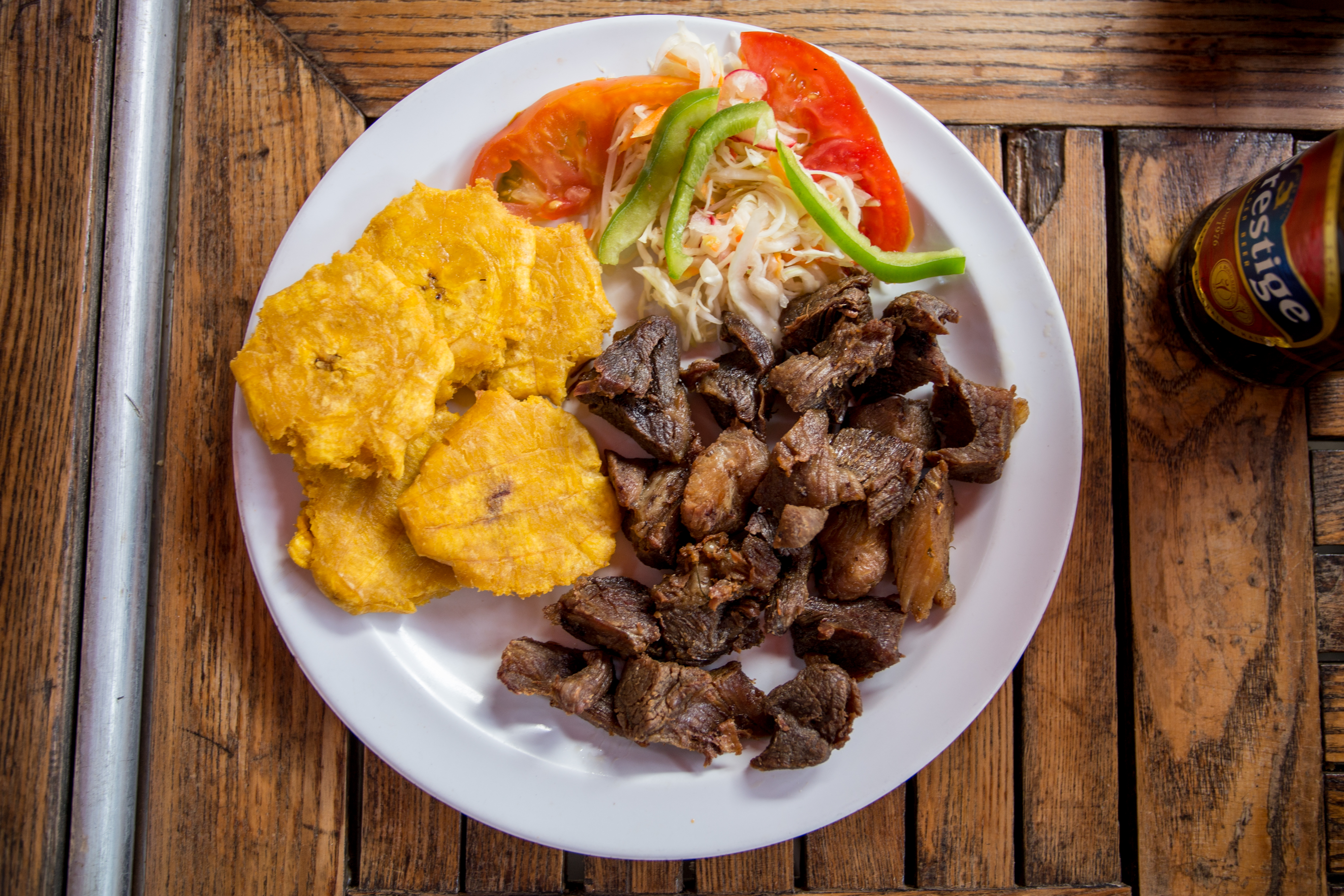
그리요, 피클리즈, 바난 페제

아이티 요리(Haïti 料理, 프랑스어: cuisine haïtienne 퀴진 아이시엔[*])는 카리브 지역에 있는 아이티의 요리이다. 아이티의 음식 전통과 관습으로 구성된다.

## 인기 식재료

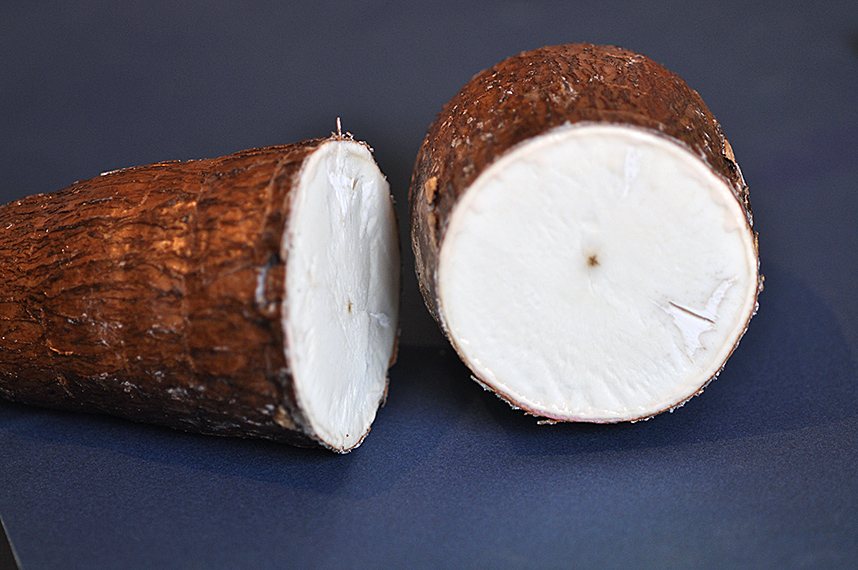
카사바

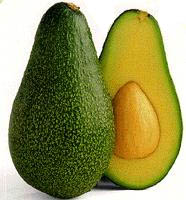
아보카도

요리 준비를 위한 인기 식재료는 다음과 같다:
- 아프리코트
- 아보카도
- 바질
- 바나나
- 월계수 잎
- 쇠고기
- 비트
- 우라드콩
- 후추
- 빵나무
- 양배추
- 칼라바사
- 당근
- 캐슈나무
- 카옌고추
- 카사바
- 닭고기
- 브로스
- 차요테
- 병아리콩
- 차이브
- 계피
- 정향나무
- 코코넛밀크
- 코코넛
- 고둥
- 연유
- 고수
- 옥수수녹말
- 소 발바닥
- 게살
- 데우베리
- 염건어
- 가지
- 알
- 무당연유
- 생강
- 염소고기
- 그레이프프루트
- 완두
- 그레나딘 시럽
- 정향나무
- 구아바
- 아바네로고추
- 닉스타말
- 신장콩
- 바닷가재
- 양고기
- 라드
- 리크
- 레몬
- 리마콩
- 망고
- 서곡
- 당밀
- 버섯
- 머스터드
- 양파
- 마늘
- 오크라
- 파파야
- 쇠꼬리
- 패션프루트
- 파슬리
- 돼지고기
- 비둘기콩
- 쌀
- 플랜틴
- 파인애플
- 콘드 비프
- 새우
- 그라비올라
- 쓴귤
- 시금치
- 셜롯
- 로즈메리
- 팔각
- 스코치보닛고추
- 마몬
- 고구마
- 사탕수수
- 사탕수수주스
- 타마린드
- 토란
- 토마토 소스
- 바닐라 추출액
- 식초
- 물냉이
- 마

## 같이 보기
- 라틴 아메리카 요리
- 카리브 요리